# Kkonminam yeonswae tereosageon
Kkonminam yeonswae tereosakeon (꽃미남 연쇄 테러사건) è un film coreano nel 2007, prima produzione della SM Pictures, sussidiaria della SM Entertainment. Il film ha come protagonisti i membri della boy band Super Junior, ad esclusione di Kyuhyun coinvolto in un incidente automobilistico prima delle riprese.
Oltre che in Corea, dove il film è stato distribuito nelle sale il 26 luglio 2007, il film è stato proiettato anche in Cina, Thailandia, Vietnam ed altri paesi asiatici.